# Agenzia europea di controllo della pesca

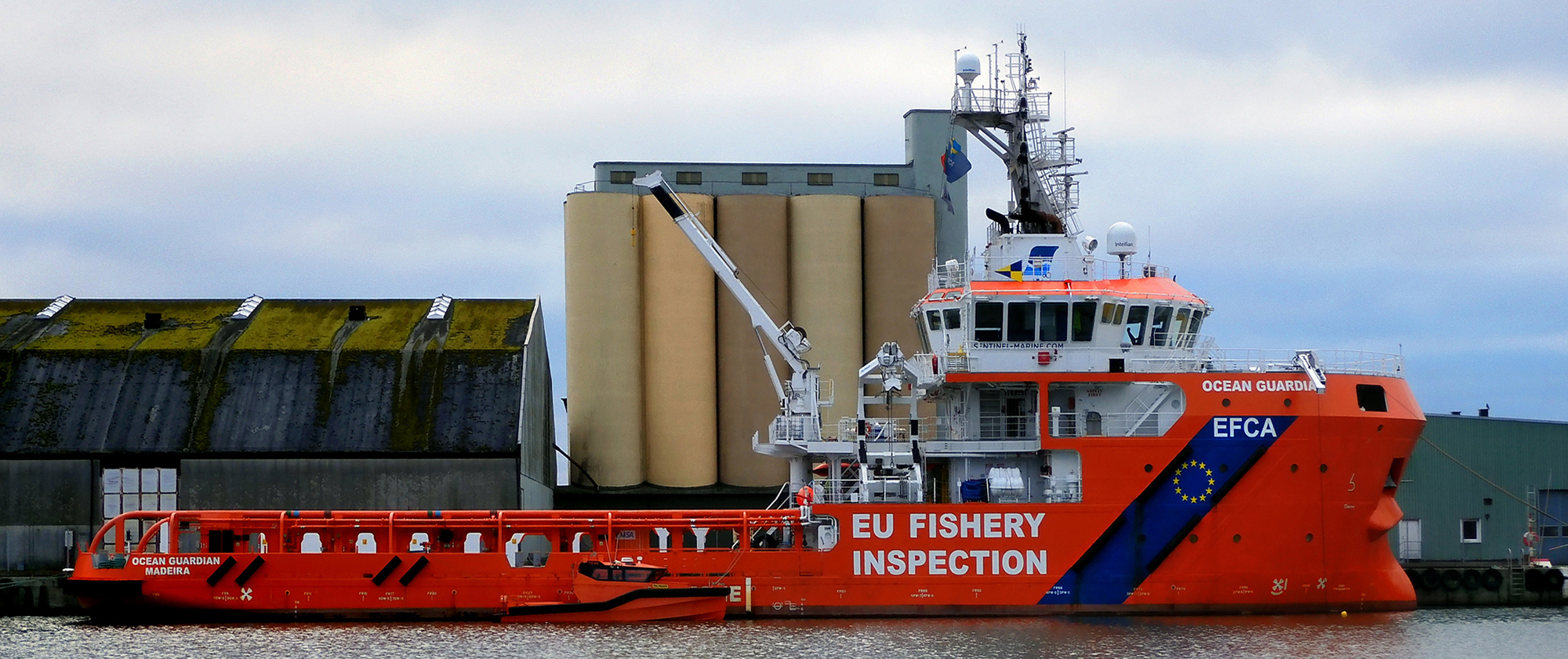
Agenzia europea di controllo della pesca nel porto di Ystad il 15 novembre 2023.

L'Agenzia europea di controllo della pesca (EFCA) è un'agenzia dell'UE. I suoi obiettivi consistono nel coordinare le attività operative degli stati membri nel settore della pesca e nel fornire loro assistenza ad essi per l'applicazione della politica comune della pesca.
L'Agenzia di controllo della pesca risponde al commissario europeo per la Pesca e gli Affari Marittimi. Il direttore esecutivo dell'Agenzia è dal 2006 il neerlandese Harm Koster.
Stabilita nel 2005 come Agenzia comunitaria di controllo della pesca (CFCA), è operativa dal 2008; ha modificato il proprio nome nell'attuale dal 1º gennaio 2012.
La sede dell'Agenzia si trova a Vigo in Spagna.